# Jacob Jan van der Maaten
Jacob Jan van der Maaten (Elburg, 4 januari 1820 - Apeldoorn, 16 april 1879) was een Nederlands kunstschilder, etser en tekenaar.
Bekende landschapschilder, die als voorloper van de Haagse School kan worden aangemerkt. Van der Maaten was leerling van Hendrikus van de Sande Bakhuyzen en volgde zijn opleiding aan de Academie van Beeldende Kunsten in Den Haag. In 1852 werd hij lid van de Koninklijke Academie van Beeldende Kunsten in Amsterdam. Later werd Van der Maaten leraar aan de zogenaamde Koningsschool te Apeldoorn (1866-1879).
De landschapschilder Van der Maaten legde in heldere kleuren (veel groen en mangaanblauw) verstilde, zomerse landschappen vast, veelal met enige figuren en vee.
Hij was werkzaam in Den Haag (1843-1852), Amsterdam (1854-1855), Den Haag (1857-1864) en daarna in Apeldoorn.
Van der Maaten was een van de oprichters van Pulchri Studio in Den Haag, samen met Johan Hendrik Weissenbruch, Jan Weissenbruch, Willem Roelofs, Jan Frederik van Deventer, Willem Antonie van Deventer en F.H. Michael.
Zijn schilderij "De Begrafenis in het koren" wordt wel beschouwd als zijn meesterwerk. In 1863 maakte het deel uit van de tentoonstelling in Brussel, en in 1867 was het ook op de Parijse Wereldtentoonstelling te zien. Vincent van Gogh bewonderde het werk zozeer dat hij een reproductie aan zijn muur hing. Vincent van Gogh refereert in verschillende brieven aan zijn broer Theo aan het werk van Van der Maaten.
Zijn werk is te vinden in onder meer het Rijksmuseum te Amsterdam, Kröller-Müller Museum te Otterlo, Gemeentemuseum Den Haag, Groninger Museum, Museum Boijmans Van Beuningen te Rotterdam, alsmede in het CODA in Apeldoorn en Museum Elburg.

## Literatuur

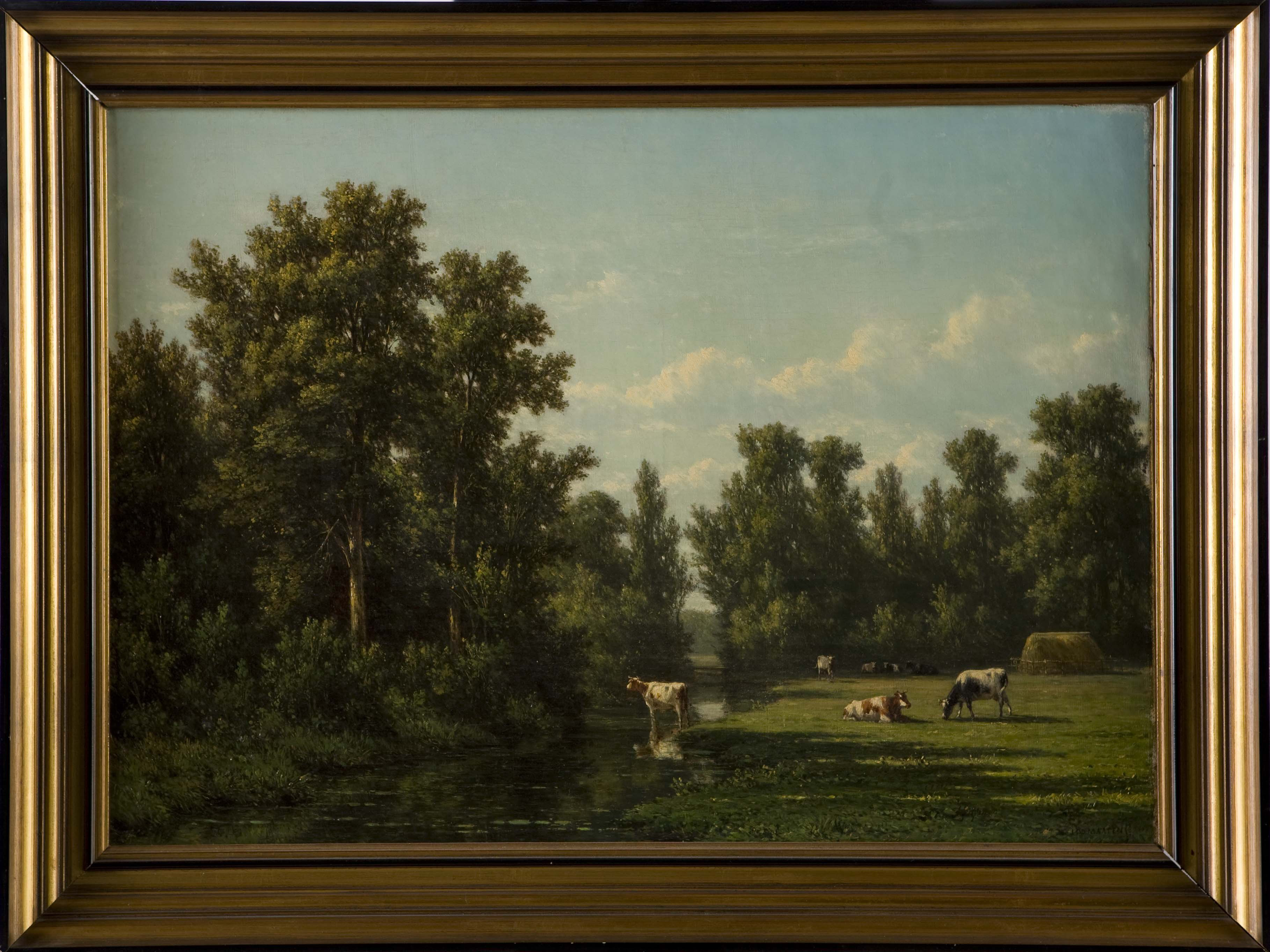
Koeien in een landschap, Museum Elburg